# Zeearend
De zeearend (Haliaeetus albicilla), soms Europese zeearend of witstaartzeearend genoemd, is een roofvogel uit de familie van de havikachtigen (Accipitridae). De wetenschappelijke naam van de soort werd als Falco albicilla in 1758 gepubliceerd door Carl Linnaeus in de tiende editie van Systema naturae. Het is de grootste roofvogel van Noord-Europa.

## Uiterlijke kenmerken
De lengte van een volwassen zeearend bedraagt 70 tot 92 cm, de vleugelspanwijdte is 200 tot 250 cm en het gewicht 3,1 tot 7,5 kg. Een zeearend kan tot 20 jaar oud worden.
Vanwege de grote spanwijdte wordt de zeearend ook wel de 'vliegende deur' genoemd. Buiten zijn enorme spanwijdte vallen zijn grote gele snavel, de diep gevingerde vleugels en zijn witte staart op. Jonge exemplaren hebben die witte staart overigens niet.

## Voedsel
Het voedsel van de zeearend bestaat uit vis, (water)vogels, kleine zoogdieren en aas. Soms stelen ze voedsel van andere roofvogels.

## Vijanden
Volwassen zeearenden hebben eigenlijk geen natuurlijke vijanden, afgezien van de mens. Eieren en kuikens lopen echter het risico door roofdieren te worden buitgemaakt.

## Voortplanting
Zeearenden zijn sociaal levende dieren zonder territorium. Ze kunnen rustig naast elkaar broeden. Eieren leggen ze in hoge nesten, meestal in bomen bij moerasgebieden of op een steile rotswand langs kustgebieden. Het legsel bestaat meestal uit twee of drie witte eieren.

## Verspreiding
Oorspronkelijk kwam de zeearend in geheel Europa voor, maar op veel plaatsen zijn de aantallen sterk teruggelopen of is de soort verdwenen, vooral in Midden- en Zuid-Europa. Wel nemen de aantallen in veel landen in de eenentwintigste eeuw weer sterk toe. Zo is in Denemarken het aantal broedparen toegenomen van een broedpaar in 1995 tot 152 in 2021. In Nederland waren er volgens SOVON in 2022 dertig broedparen.
De zeearend komt voor in een band over Rusland naar Azië, waar hij van de Golf van Anadyr tot het noordoosten van China leeft.
Er worden twee ondersoorten onderscheiden:
- Haliaeetus albicilla albicilla: van Europa en noordelijk Azië tot India en China,
- Haliaeetus albicilla groenlandicus: in Groenland.

| Europees land         | Aantal broedparen |
| --------------------- | ----------------- |
| Albanië               | 0-1               |
| Azerbeidzjan          | 5-10              |
| België                | 1                 |
| Bosnië en Herzegovina | 25-50             |
| Bulgarije             | 12-14             |
| Denemarken            | 152 (2021)        |
| Duitsland             | 700 (2019)        |
| Estland               | 90                |
| Europees Rusland      | 1000-2000         |
| Finland               | 250               |
| Georgië               | 1-2               |
| Griekenland           | 6                 |
| Groot-Brittannië      | 31                |
| Hongarije             | 97-105            |
| IJsland               | 43                |
| Kroatië               | 80-100            |
| Letland               | 25                |
| Litouwen              | 65                |
| Macedonië             | 0                 |
| Montenegro            | 0                 |
| Nederland             | 30 (2022)         |
| Noorwegen             | ca. 2000          |
| Oekraïne              | 80-100            |
| Oostenrijk            | 4                 |
| Polen                 | 660               |
| Roemenië              | 28-33             |
| Servië                | 40-60             |
| Slovenië              | 1-3               |
| Slowakije             | 2-5               |
| Tsjechië              | 25-30             |
| Turkije               | 8-15              |
| Wit-Rusland           | 85-105            |
| Zweden                | 700               |

### Nederland
Na een afwezigheid van verscheidene eeuwen in Nederland werd in 2006 weer een succesvolle broedpoging geconstateerd, in de Oostvaardersplassen. Het zeearendenpaar lijkt zich blijvend in dit gebied te hebben gevestigd, en daarmee in Nederland; sinds 2006 wordt er ieder jaar succesvol gebroed. Na mislukte broedpogingen elders in 2010, onder meer in het Lauwersmeergebied, nam het aantal geslaagde broedpogingen toe en nestelden zeearenden op verschillende plaatsen in Noord-Nederland en de Zeeuws-Zuid-Hollandse delta, zoals in de Biesbosch, de Slikken van de Heen, De Oude Venen en het Zuidlaardermeer.
Daarnaast wordt de zeearend waargenomen op andere plaatsen, bijvoorbeeld op Tiengemeten en in de Gelderse Poort. In 2019 werden ten minste veertien zeearenden op Nederlandse bodem geboren. Tussen 2006 en 2020 groeide de Nederlandse populatie tot twintig broedparen, deze brachten in totaal circa 100 nakomelingen voort.

### België
Sinds 2019 werd met regelmaat een adult paar in de Scheldevallei waargenomen. In 2024 was er, voor zover bekend, in De Blankaart aan de IJzer het eerste broedpaar ooit in België. Het had in 2023 al een nest gebouwd. In april 2024 kwamen twee kuikens uit hun ei. De West-Vlaamse acteurs Maaike Cafmeyer en Wim Willaert werden meter en peter.

### Duitsland
In Duitsland telde men in 2019 ruim 700 broedparen. Tussen 2002 en 2019 werden er 158 zeearenden het slachtoffer van windturbines.

## Status wereldwijd
De grootte van de totale populatie wordt geschat op 20-60 duizend volwassen vogels. Op de Rode lijst van de IUCN heeft deze soort de status niet bedreigd.

## Afbeeldingen

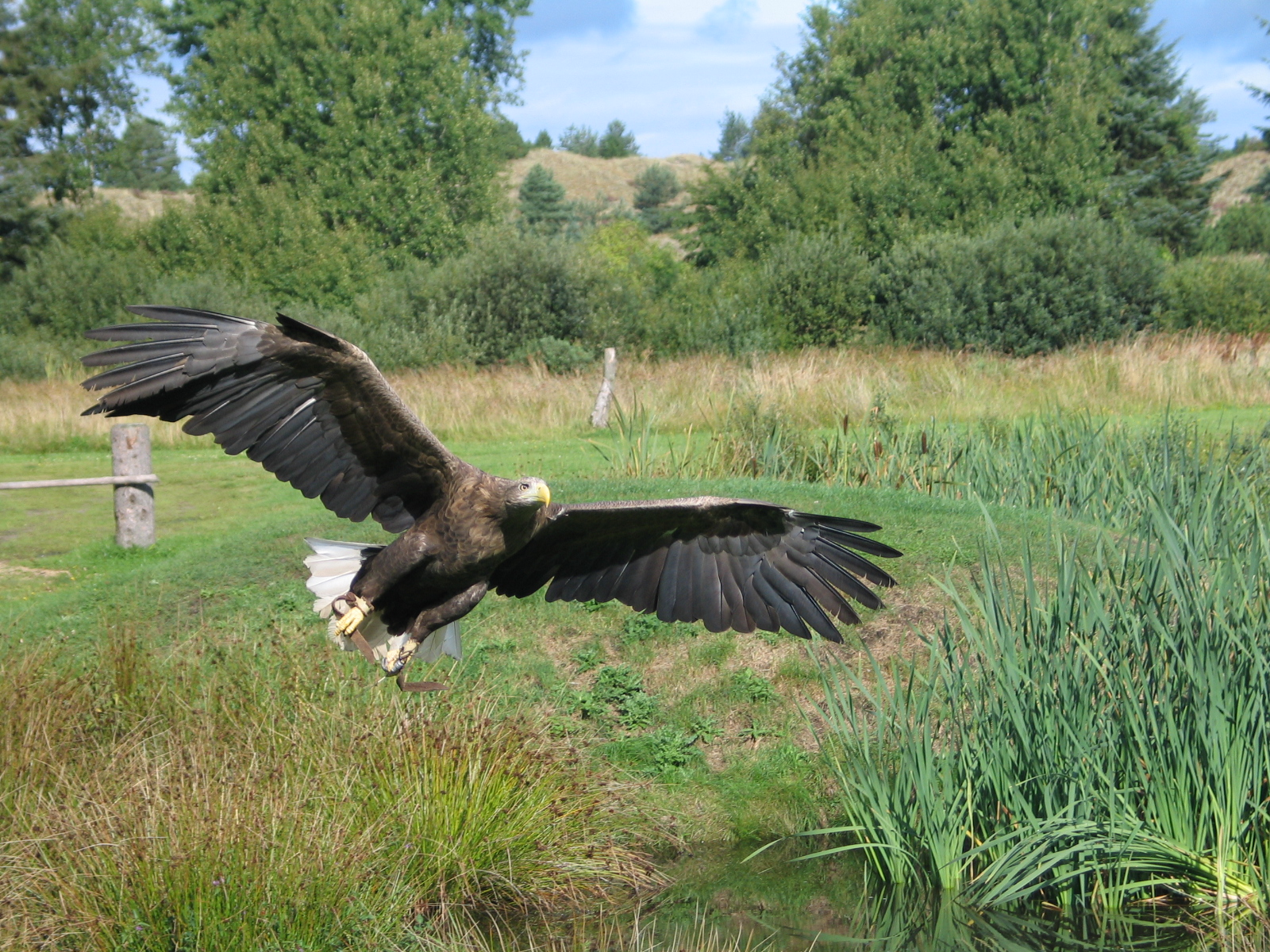
Vliegende zeearend (volwassen)
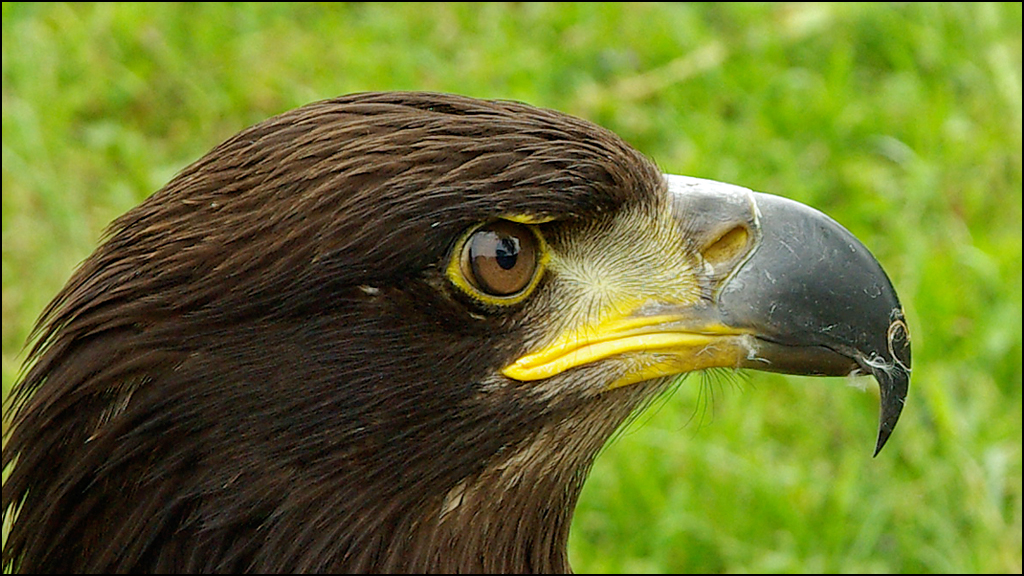
Close-up jonge zeearend
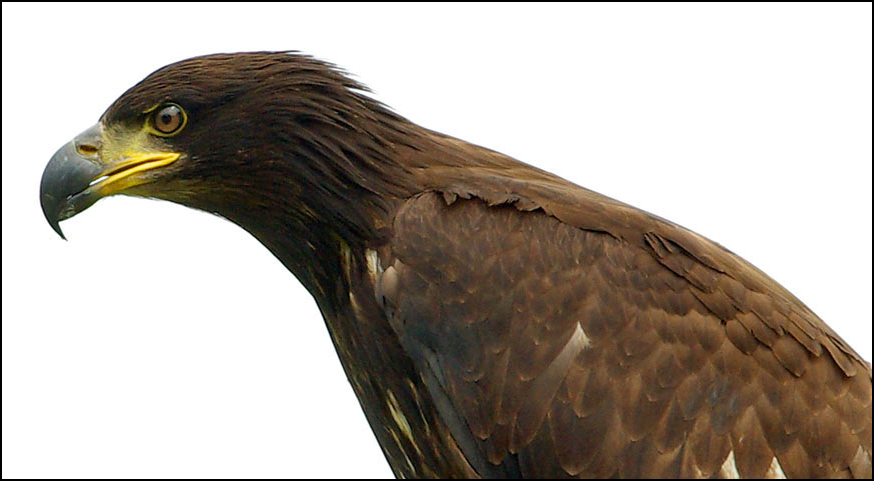